# Seweryn Goszczyński
Seweryn Goszczyński (Ilince, raval de Kíev, 4 de novembre de 1801 - Lviv, Ucraïna, 25 de febrer de 1876) fou un poeta polonès.
Freqüentà el Gimnàs d'Human, on travà amistat amb Bohdan Zaleski, i des del 1820 estudià a la Universitat de Varsòvia. Una de les seves obres més importants és el gran poema Zamek Kaniowski (El castell de Kaniow), publicat a Varsòvia el 1828, en el qual pinta en vius colors la vida dels cosacs.
Embolicat en les conspiracions polítiques del seu país, fou un dels qui, el 29 de novembre de 1830, atemptaren contra el gran príncep Constantí a Belvedere; després serví en l'exèrcit polonès, al qual dedicà molts cants patriòtics, i amb el qual participà en diversos fets d'armes.
Després de la caiguda de Varsòvia fugí a la Galitzia, on publicà la seva obra mestra, Sobotka (Lviv, 1834), i recollí els materials per a la novel·la Król zamczyska (El rei del castell) (Poznań, 1842). Des del 1838 visqué alternativament a França i a Suïssa, escrivint diversos contes en prosa (Oda, Dziennik podróży do Tatrów (Diari d'un viatge pels Tatra), Straszny straszelec (El terrible caçador) i altres), així com la col·lecció titulada Trzy struny (Les tres cordes), (Estrasburg, 1839-40). Més tard s'afilià a la secta mística de Towianski, i el 1872 es traslladà de París a Lviv. La seva última poesia, de gran volada, Posłanie do Polski (Missives a Polònia), la publicà a París el (1869).
Les seves Obres escollides es publicaren a Varsòvia el 1874.